# Carlo Brogi

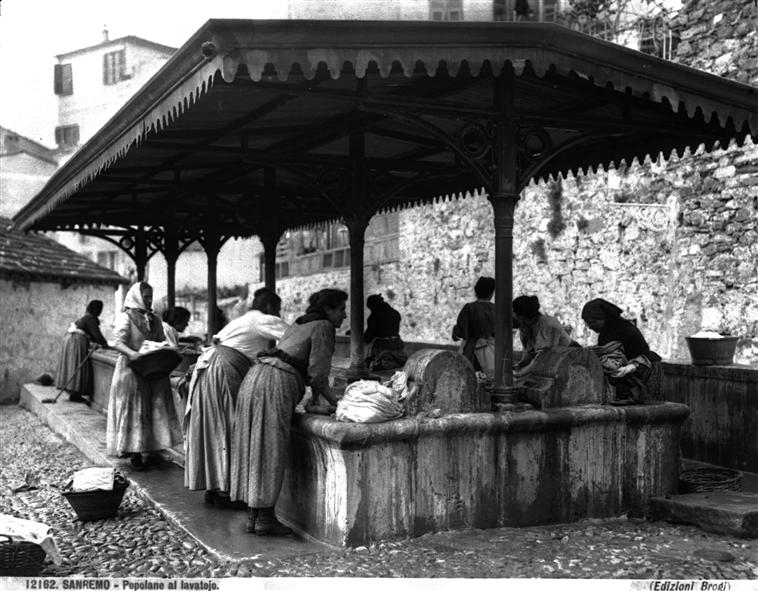
Carlo Brogi: Prádelna v San Remo

Carlo Brogi (1850 – 25. dubna 1925) byl italský fotograf, syn fotografa Giacoma Brogiho (1822 – 1881). Je autorem mnoha fotografických portrétů, krajin a pohledů na město, po svém otci převzal vedení společnosti Edizioni Brogi Firenze, která existovala až do roku 1950.
Brogiho fond obsahuje více než 8000 fotografií. Řada z nich je označena popiskem "Giacomo Brogi".

## Galerie

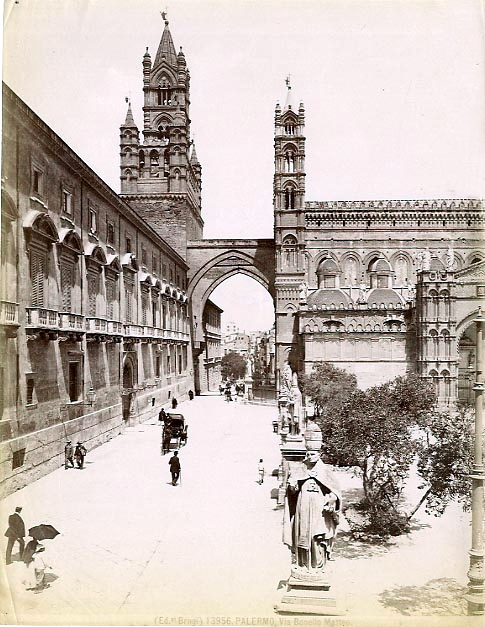
Palermo, Via Bonello Matteo
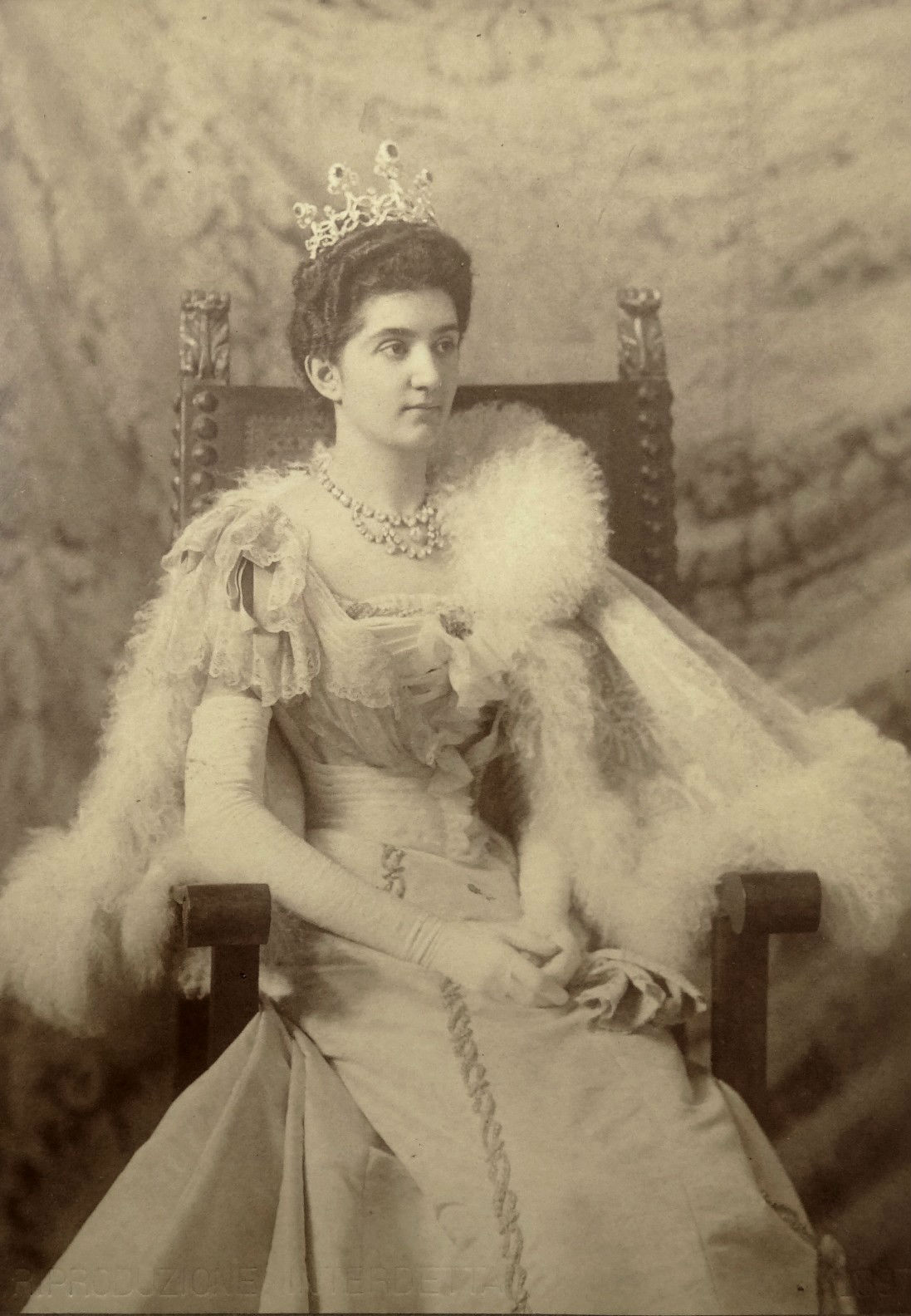
Elena Černohorská, ca. 1897
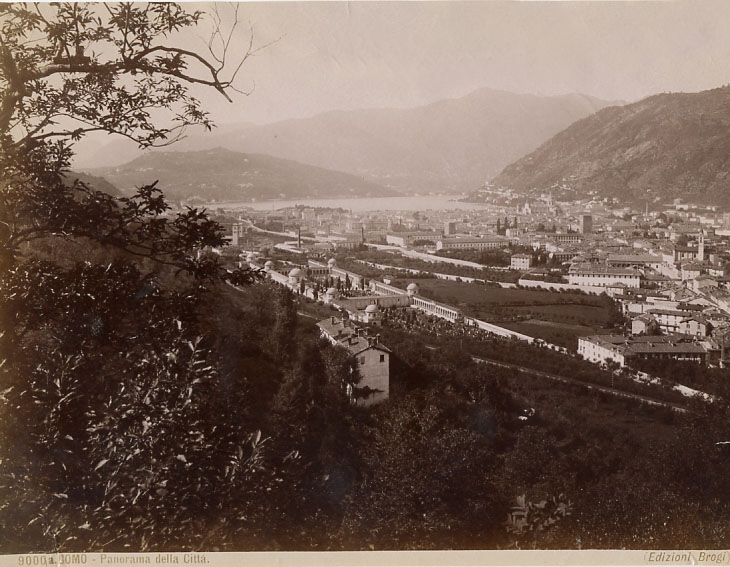
Como, panorama města
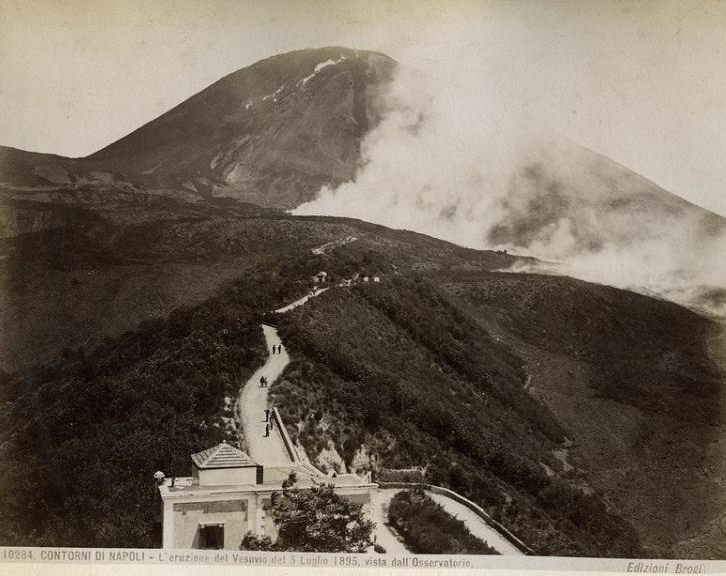
Vesuv, erupce, 1895